# Андриета Нобел
Каролина Андриета Нобел (швед. Karolina Andriette Nobel, рођена као Каролина Андриета Ахлсел; 30. септембар 1803 — 7. децембар 1889) била је Швеђанка и мајка научника Алфреда Нобела. Андриета је била ћерка Каролине Руспиг, а њен отац је радио као главни службеник. 8. јула 1827. удала се за Имануела Нобела, Алфредовог оца. Пар је имао укупно осморо деце, од којих су Роберт Нобел, Лудвиг Нобел, Алфред Нобел и Емил Оскар Нобел достигли пунолетство. Године 1828. Андриет и Имануел су изнајмили стан у предграђу Стокхолма, међутим, због Имануеловог банкрота 1833. породица је морала да се пресели на другу локацију у Стокхолму. Имануел се касније 1837. преселио у Финску, затим даље на исток у Русију 1838.  док је Андријет остала у Стокхолму. Касније се придружила Имануелу у Санкт Петербургу 1842, заједно са Лудвигом и Алфредом.  Током година сама у Стокхолму, издржавала је породицу тако што је водила продавницу млека и поврћа.